# Levendulaházasság
A levendulaházasság (angolul: lavender marriage) olyan férfi és nő között létrejövő – valódi érzelmi közösségen nem feltétlenül alapuló – érdekházasság nem hivatalos neve, amelyet az egyik vagy mindkét házastárs homo- vagy biszexualitásának leplezése céljából kötnek.

## Célja és története
Az ilyen esküvők célja, hogy a házasságban részt vevő személy vagy személyek a külvilággal szemben fenntartsák egy heteroszexuális kapcsolat látszatát. Az álházasság ezen módja valószínűleg a homoszexualitás elítélésével egy időben jelent meg, de a kifejezés feltehetőleg az 1920-as évekből származik. Az amerikai hírességek – főleg a filmiparban – szabadságot élveztek szexualitás terén, de a közvélemény felé szükség volt a látszat fenntartására. Rendszerint az ilyen álházasság mindkét fél érdekeit szolgálja, és a látszat mögé bújva mindkét fél külön szexuális életet folytat. Az effajta házasságok természetét értelemszerűen hivatalosan nem vállalták fel a felek, így a hírességek ezen típusú házasságának feltételezése többnyire másodlagos információkra támaszkodik. Például többen feltételezik, hogy Rudolph Valentino és Natacha Rambova között „levendulaházasság” állt fenn.
Habár mára a biszexualitás és homoszexualitás elfogadottabbá vált, de ma is szükség lehet effajta álesküvőkre, akár köznapi emberek számára is, akik nem tudták elfogadtatni környezetükkel szexuális beállítottságukat. Az interneten több weboldal is foglalkozik levendulaházasságok szervezésével.

## Párhuzam a transzneműséggel
A levendulaházasság gyakorlatilag ugyanolyan álságos és stresszes képmutatás a szexuális irányultság kontextusában, mint amikor a transznemű embereknek kényszerűségből a születéskor számukra kijelölt társadalmi nemben (angolul: girlmode vagy boymode) maradva kell mutatkozniuk a nyilvánosság előtt gazdasági, egzisztenciális vagy egyéb szociális okokból, mert előbújásuk esetén a korlátolt, bigott, konformista cisznormatív környezetük sosem fogadná el a valódi nemi identitásukat, amelyekkel azonosulni tudnak.